# Albrecht Ritschl
Albrecht Benjamin Ritschl (25. března 1822 Berlín – 20. března 1889 Göttingen) byl německý evangelický teolog, představitel německé liberální teologie,  profesor na univerzitách v Bonnu a Halle, Heidelbergu a v Tübingen. Ve svém myšlení byl ovlivněn Kantem a Schleiermacherem. Hlavní smysl náboženství spatřoval v mravním zdokonalování lidstva, což ztotožňoval s božím královstvím.